# Aegosoma katsurai
Aegosoma katsurai là một loài bọ cánh cứng trong họ Cerambycidae.